# Wadotes hybridus
Wadotes hybridus är en spindelart som först beskrevs av James Henry Emerton 1890.  Wadotes hybridus ingår i släktet Wadotes och familjen mörkerspindlar. Inga underarter finns listade i Catalogue of Life.